# Crithagra concolor
El picogordo de Santo Tomé (Crithagra concolor) es una especie de ave paseriforme de la familia Fringillidae. Anteriormente se clasificaba como la única especie del género Neospiza.

## Distribución geográfica
Es endémica de la isla de Santo Tomé (Santo Tomé y Príncipe).

## Estado de conservación
Aunque se descubrió a finales del siglo XIX, no se volvió a ver ningún ejemplar sino hasta 1991, fecha desde la que se han hecho algunos avistamientos más. Se sabe muy poco de esta especie, y se supone que su población debe ser muy pequeña.
Es una especie forestal; se cree que se mueve sobre todo por entre las copas del bosque.
Sus poblaciones están amenazadas por la deforestación para instalar plantaciones de cocos, y por la depredación por parte de especies introducidas, como ratas, civetas o comadrejas.